# ماريا أنغيليز رودريغيز
ماريا أنغيليز رودريغيز (بالإسبانية: Masa Rodríguez)‏ هي لاعب هوكي الحقل إسبانية، ولدت في 12 أبريل 1957 في خيخون في إسبانيا.

## وصلات خارجية
- ماريا رودريغيز على موقع اللجنة الأولمبية الدولية (الإنجليزية)
- ماريا رودريغيز على موقع أوليمبيديا (الإنجليزية)
- ماريا رودريغيز على موقع اللجنة الأولمبية الإسبانية (الإسبانية)